# Список систем керування базами даних

## 0-9
4th Dimension (скорочено 4D), комерційна БД для самостійних (standalone), клієнт-сервер та веб-БД.

## A-C
Adabas — комерційна БД від Software AG.
Adabas D — реляційна БД, що далі розвивається під назвою SAP DB. Не плутати з Adabas.
Advantage Database Server — комерційна реляційна БД, спочатку від Extended Systems, після того як виробник перейшов у власність фірми iAnywhere носить назву Sybase.
Berkeley DB — проста та швидка БД від sleepycat.com [Архівовано 10 грудня 1997 у Wayback Machine.]
Btrieve — перша БД для персонального комп'ютера та найпоширеніша у світі. Зараз носить назву Pervasive SQL, дивись pervasive.com [Архівовано 30 листопада 2018 у Wayback Machine.]
Caché — комерційна мультипросторова  (або т. зв. постреляційна) БД від InterSystems.
Apache Cassandra — розподілена система керування базами даних класу noSQL
Conzept 16 — БД від Vectorsoft AG.
CouchDB — розподілена документо-орієнтована система управління базами даних

## D-F
DB2 — комерційна реляційна БД від IBM.
dBase — перша прикладна БД що знайшла широке застосування у мікрокомп'ютерах.
Derby — відкрита БД на базі Java від Apache Software Foundation.
Drizzle — форк MySQL
EnterpriseDB Advanced Server — відкрита БД, розроблена на базі PostgreSQL. Розробник EnterpriseDB позиціонує свій продукт на ринку як повноцінну альтернативу до Oracle
eXist — відкрита XML-БД
FastObjects t7 — комерційна БД, розробник POET. Підтримується й надалі новим власником Versant.
FileMaker — комерційна самостійна БД від FileMaker Inc. (фірма повністю належить до Apple), аналог Microsoft Access
Firebird — відкрита БД. Нащадок проекту InterBase.
FoxPro

## G-I
GUPTA-SQLBase — БД від Gupta Technologies.
HamsterDB — noSQL для вбудованих систем
Hypersonic — БД імплементована на Java (мова програмування) (назву змінено на HSQLDB) інтегрована наприклад у OpenOffice.org Base
H2 — Java-БД (h2database.com [Архівовано 14 березня 2022 у Wayback Machine.]), новий проект за ініціативою HSQLDB.
IMS — комерційна ієрархійна БД від IBM для Центральних комп'ютерів .
Informix — розробка фірми Informix, надалі підтримується новим власником — IBM
Ingres — реляційна БД каліфорнійського університету Берклі.
InterBase — розробка фірми Borland.

## J-L
JDataStore — розробка фірми Borland.
JetSQL — розробка фірми Microsoft, була на початку основою для Microsoft Access
Lotus Notes — розподілена, документно-орієнтована БД від Lotus (власник IBM).

## M-O
MariaDB — форк MySQL
MaxDB — колишня SAP DB, далі розвивається як MySQL
Mckoi — відкрита імплементована на Java БД  [Архівовано 2 січня 2012 у Wayback Machine.]
Microsoft Access — комерційна реляційна БД від Microsoft для рішення невеликих завдань на персональних комп'ютерах.
Microsoft SQL Server — комерційна реляційна БД від Microsoft для серверів.
MongoDB — вільна документо-орієнтована система керування базами даних
MySQL — відкрита реляційна БД шведських розробників. Часто застосовується на інтернет-серверах.
NexusDB — швидка БД для Delphi. Існує безкоштовна вбудована (embedded) версія від NexusDB.com [Архівовано 5 вересня 2008 у Wayback Machine.].
O2 — об'єктно-орієнтована БД
Ocelot
OpenOffice.org Base — відкрита самостійна БД OpenOffice.org
Oracle Database — комерційна реляційна БД фірми Oracle, в наш час займає провідну позицію на ринку БД.
OrientDB — NoSQL система, об'єднує в собі можливості документо-орієнтованої і графо-орієнтованої БД

## P-R
Paradox — основана на файлах Windows-БД від Corel (раніше Borland)
Pervasive SQL — реляційна БД (раніше Btrieve) від Pervasive [Архівовано 30 листопада 2018 у Wayback Machine.]
Progress — реляційна БД та графічне середовище розробки мови програмування т. зв. четвертого покоління (дивись мова програмування).
PostgreSQL — відкрита об'єктно-реляційна БД.
PointBase Embedded — реляційна БД імплементована на Java для J2EE середовищ від DataMirror.
PointBase Micro — реляційна БД імплементована на Java для середовищ J2ME та J2SE від DataMirror.
R:Base — перша реляційна БД для персональних комп'ютерів.
Redabas — варіант dBase.
Redis — документо-орієнтована NoSQL система

## S-U
SAP DB — реляційна БД від Adabas D, з 2000 року підлягає ліцензії GPL для версій 7.2 до 7.4  [Архівовано 18 жовтня 2014 у Wayback Machine.]
SmallSQL — вбудована на Java БД  [Архівовано 3 лютого 2022 у Wayback Machine.]
Solid — реляційна БД від Solid Information Technology  [Архівовано 23 березня 2021 у Wayback Machine.]
SQLite — відкрита самостійна одноклієнтна БД
Sybase — реляційна БД від Sybase.
Teradata — комерційна реляційна БД є системою масивної паралельності (Massively Parallel Processing) від Teradata Ltd (належить NCR Corp.)
Transbase — БД від Transaction Software GmbH  [Архівовано 19 березня 2022 у Wayback Machine.]

## U-W
Versant — об'єктно-орієнтована БД від Versant Corp.
Visual Foxpro — середовище розробки БД від Microsoft
Valentina 2 — об'єктно-реляційна БД від Paradigma Software Inc.
VoltDB — відкрита СКБД

## X-Z
XBase — варіант dBase.
YARD-SQL — реляційна БД від YARD Software GmbH.